# Hyposmocoma digressa
Hyposmocoma digressa — вид молі ендемік гавайського роду Hyposmocoma.

## Поширення
Зустрічається на острові Мауї у високогірному районі Халеакала.

## Синоніми
- Neelysia digressa (Walsingham, 1907)